# Милош Шатара
Милош Шатара (Градишка, 28. октобар 1995) је босанскохерцеговачки фудбалер.
Наступао је за омладинску и младу репрезентацију Босне и Херцеговине.

## Каријера

### Козара Градишка
Рођени Градишчанац, каријеру је отпочео у локалном клубу Козара, где је прикључен првом тиму са 16 година. Сениорско искуство стицао је играјући у Првој лиги Републике Српске. Током последње две сезоне са овим клубом, забележио је 36 наступа и дао 4 гола, а већину погодака постизао је у периоду око 20. минута утакмице. Као капитен је предводио екипу на утакмици против Напретка из Доњег Шепака 9. маја 2015. године. Клуб је напустио по окончању сезоне 2014/15.

### Младост Лучани
Лета 2015. године, Шатара прелази у Младост из Лучана. За нови клуб дебитовао је у Суперлиги Србије 18. јула исте године, ушавши у игру током другог полувремена утакмице против Јагодине. Иако је у клуб стигао најпре као дефанзивни везни, Шатара се у Младости препоручио играма као одбрамбени играч. Освајањем четвртог места на коначној табели Суперлиге за сезону 2016/17, Шатара је са клубом наступао у квалификацијама за Лигу Европе.

## Статистика

### Клупска
Ажурирано 20. маја 2021.
|                 |          |                            |     |    |    |   |   |   |   |   |     |    |  |  |
| Козара Градишка | 2012/13. | Прва лига Републике Српске | —   | —  | —  | — | — | — | — | — | —   | —  |  |  |
| Козара Градишка | 2013/14. | Прва лига Републике Српске | 13  | 2  | —  | — | — | — | — | — | 13  | 2  |  |  |
| Козара Градишка | 2014/15. | Прва лига Републике Српске | 23  | 2  | —  | — | — | — | — | — | 23  | 2  |  |  |
| Козара Градишка | Укупно   | Укупно                     | 36  | 4  | —  | — | — | — | — | — | 36  | 4  |  |  |
|                 |          |                            |     |    |    |   |   |   |   |   |     |    |  |  |
| Младост Лучани  | 2015/16. | Суперлига Србије           | 23  | 0  | 1  | 0 | — | — | — | — | 24  | 0  |  |  |
| Младост Лучани  | 2016/17. | Суперлига Србије           | 33  | 1  | 3  | 0 | — | — | — | — | 36  | 1  |  |  |
| Младост Лучани  | 2017/18. | Суперлига Србије           | 31  | 1  | 5  | 0 | 2 | 0 | — | — | 38  | 1  |  |  |
| Младост Лучани  | 2018/19. | Суперлига Србије           | 14  | 0  | 2  | 0 | — | — | — | — | 16  | 0  |  |  |
| Младост Лучани  | 2019/20. | Суперлига Србије           | 26  | 3  | 1  | 0 | — | — | — | — | 27  | 3  |  |  |
| Младост Лучани  | 2020/21. | Суперлига Србије           | 35  | 4  | 1  | 1 | — | — | — | — | 36  | 5  |  |  |
| Младост Лучани  | Укупно   | Укупно                     | 162 | 9  | 13 | 1 | 2 | 0 | — | — | 177 | 10 |  |  |
|                 |          |                            |     |    |    |   |   |   |   |   |     |    |  |  |
| Каријера        | Каријера | Каријера                   | 198 | 13 | 13 | 1 | 2 | 0 | — | — | 213 | 14 |  |  |
|                 |          |                            |     |    |    |   |   |   |   |   |     |    |  |  |